# Ousmane Sonko
Ousmane Sonko (in wolof Usmaan Sonko; Thiès, 15 luglio 1974) è un politico senegalese, fondatore e leader del PASTEF e dal 3 aprile 2024 è Primo ministro del Senegal sotto la presidenza di Bassirou Diomaye Faye.

## Biografia

### Carriera universitaria
È nato il 15 luglio 1974 a Thiès, da genitori dipendenti pubblici. Cresciuto principalmente in Casamance, ha poi completato gli studi superiori presso l'Università Gaston-Berger di Saint-Louis, dove ha conseguito un master in diritto pubblico nel 1999. Successivamente è entrato alla Scuola Nazionale di Amministrazione (ENA) in Senegal. Nel 2001 si diploma all'ENA, sezione "Tasse e Domini" ed entra nell'amministrazione con un primo incarico che lo porta al Pikine Tax Services Center. Nel 2003 ha conseguito il diploma di studi avanzati (DEA) in finanza pubblica e fiscalità presso l'Università Cheikh-Anta-Diop di Dakar (UCAD). Ha inoltre conseguito un Master 2 in gestione e finanza pubblica presso l'Istituto Superiore di Finanza (ISF) e uno studente di dottorato in diritto pubblico economico e fiscalità presso l'Università Jean-Moulin-Lyon-III.

### Carriera sindacale
Ha iniziato la sua carriera come ispettore fiscale e fondiario senior. È stato revisore dei conti e capo della Brigata dei Controlli Tributari, preposto al settore immobiliare. È stato revisore interno presso la Direzione Controllo Interno (DCI) della Direzione Generale delle Imposte e dei Domini (DGID), responsabile della redazione del codice etico della DGID.
Tre anni dopo il suo ingresso nell'amministrazione, ha creato l'Unione Autonoma degli Agenti Fiscali e Immobiliari (SAID), di cui è stato il primo segretario generale da aprile 2005 a giugno 2012, per poi diventarne segretario generale onorario da giugno 2012 ad agosto 2016. Durante questo periodo, iniziò a criticare il governo e ad accusare lo stato di anomalie fiscali e di bilancio coinvolgendo il presidente Macky Sall. Successivamente, nell'agosto 2016, è stato cancellato con decreto n. 2016-1239 dell'Ispettorato generale delle imposte e dei patrimoni per violazione dell'obbligo di riservatezza. Questo episodio, ampiamente riportato dalla stampa senegalese, rivela al grande pubblico Ousmane Sonko. Alcuni detrattori lo accusano di non aver agito nell'ombra, e di aver denunciato queste anomalie al servizio della sua carriera politica. Nel novembre 2017 ha creato la sua azienda Atlas.

### Carriera politica
Presidente del partito politico PASTEF creato nel gennaio 2014, Ousmane Sonko è stato eletto deputato all'Assemblea nazionale del Senegal nelle elezioni legislative del 2017.
Nel gennaio 2018 ha pubblicato il libro Pétrole et gaz au Sénégal: Chronique d’une spoliation, dove accusa il presidente e il suo entourage di appropriazione indebita nella gestione delle risorse naturali del Paese.
Queste accuse trovano eco in un documentario della BBC. Tra le persone ed entità prese di mira, il fratello del presidente del Senegal, Aliou Sall, è accusato di aver ricevuto 245.000 dollari in tangenti, cosa negata dal presidente, Macky Sall.
Il 16 settembre 2018 ha pubblicato un libro programmatico, Solutions, in cui ha fatto una diagnosi dei problemi sociali ed economici del Senegal, declinando le sue proposte. Se il libro suscita notevole interesse quando esce, il Direttore del Commercio Estero critica le soluzioni proposte come anacronistiche e imprecise, indicando che “con l'unione doganale, il WTO, il Senegal non è più padrone del suo commercio con l'estero” e che i dati utilizzate per sostenere la sua affermazione sono errate. La sua candidatura alle elezioni presidenziali è stata convalidata nel gennaio 2019.
Ha concluso al terzo posto nelle elezioni presidenziali del 24 febbraio 2019 con oltre 687.000 voti, pari al 15,67%, dietro al presidente uscente Macky Sall e all'ex primo ministro Idrissa Seck.
In vista delle elezioni amministrative del 23 gennaio 2022, Ousmane Sonko unisce le forze con diversi esponenti dell'opposizione, tra cui l'ex sindaco di Dakar Khalifa Sall per formare la coalizione "Yewwi Askan wi" (Libera il popolo). Ousmane Sonko viene investito dalla coalizione come candidato sindaco di Ziguinchor. Lì affronta il sindaco uscente Abdoulaye Baldé e il candidato del governo Benoît Sambou. Al termine del ballottaggio, Ousmane Sonko ha vinto con il 56,31% dei voti. È ufficialmente installato nelle sue nuove funzioni il 10 febbraio 2022.
Durante la campagna per le elezioni locali, Sonko viaggia in tutto il Paese per sostenere i candidati della coalizione Yewwi Askan Wi. YAW conquista molte città del Paese, compresa la capitale Dakar e sconfigge la coalizione presidenziale Benno Bokk Yakaar.

### Controversie
Durante le varie fasi giudiziarie del processo tra Adji Sarr e Ousmane Sonko, Dakar viene spianata dall'esercito per impedire ogni manifestazione. Dopo che Sonko fu condannato in primo grado a due anni di reclusione, molte manifestazioni ebbero luogo nonostante la presenza dell'esercito. Scontri tra manifestanti pro-Sonko ed esercito provocano almeno 15 morti secondo il ministro dell'Interno. L'Università Cheikh-Anta-Diop di Dakar è teatro di aspri combattimenti tra studenti ed esercito, così come Dalifort e Grand Yoff nell'area metropolitana della capitale così come in Casamance, base politica di Sonko. L'UCAD è stato quindi chiuso e il campus evacuato. L'accesso alle applicazioni di comunicazione come Facebook, WhatsApp o Twitter è limitato.
Nel giugno 2023, Juan Branco, uno degli avvocati di Ousmane Sonko, ha presentato in Francia una denuncia per "crimini contro l'umanità" contro il presidente Macky Sall, il ministro dell'Interno Antoine Diome, comandante della gendarmeria Moussa Fall e altri 112. La denuncia parla di "omicidio" di 50 persone tra marzo 2021 e giugno 2023. Una richiesta di indagine è presentata anche alla Corte penale internazionale (Cpi) dell'Aia contro Macky Sall.

### Primo ministro
Alle elezioni presidenziali in Senegal del 2024 viene eletto un suo membro del partito PASTEF Bassirou Diomaye Faye e, di conseguenza, il presidente senegalese lo nomina come primo ministro del paese.